# روبینوز
روبینوز (به انگلیسی: Robinose) یک ترکیب شیمیایی با شناسه پاب‌کم ۴۴۱۴۲۸ است.